# Marijan Stipetić
Marijan Stipetić –conocido como Bibi Stipetić– (8 de diciembre de 1930-8 de abril de 2011) fue un deportista yugoslavo que compitió en natación, especialista en el estilo libre. Ganó dos medallas de bronce en el Campeonato Europeo de Natación, en los años 1947 y 1950.

## Palmarés internacional
| Campeonato Europeo | Campeonato Europeo  | Campeonato Europeo | Campeonato Europeo |
| Año                | Lugar               | Medalla            | Prueba             |
| ------------------ | ------------------- | ------------------ | ------------------ |
| 1947               | Montecarlo (Mónaco) | Medalla de bronce  | 1500 m libre       |
| 1950               | Viena (Austria)     | Medalla de bronce  | 4 × 200 m libre    |